# Goffredo I del Maine
Goffredo, in francese Gauzfrid (prima metà del IX secolo – 878), fu marchese di Neustria dall'865 alla morte ed il quarto conte del Maine della dinastia dei Rorgonidi dall'866 alla sua morte.

## Origine
Figlio secondogenito del futuro conte di Rennes, conte di Le Mans e primo conte del Maine della famiglia dei Rorgonidi, Rorgone I, e di Bichilde, di cui non si conoscono gli ascendenti.

## Biografia
Nell'856 il re dei Franchi occidentali, Carlo il Calvo, istituì il ducato del Maine per suo figlio Luigi il Balbo, col compito di contrastare sia i Bretoni che i Vichinghi. Ovviamente la cosa non piacque al fratello di Goffredo, il conte del Maine, Rorgone II. Goffredo si schierò col fratello e, con l'appoggio del re di Aquitania, Pipino II, e del marchese di Neustria, Roberto il Forte si ribellarono e nell'858, Carlo il Calvo fu costretto a rifugiarsi in Borgogna, anche per l'attacco che gli aveva portato suo fratello, il re dei Franchi orientali, Ludovico II il Germanico. Nell'860, fu raggiunto un accordo, e Carlo il Calvo, che già aveva revocato il ducato del Maine a suo figlio, concesse il perdono a coloro che si erano ribellati, concedendo a Rorgone l'amministrazione del ducato del Maine.
Nell'861, Goffredo però abbandonò Carlo il Calvo, per allearsi col re dei Bretoni, Salomone di Bretagna, e nell'862, Goffredo suggerì a Luigi il Balbo, figlio di Carlo il Calvo, di allearsi con Salomone di Bretagna, ed attaccare Roberto il Forte, che era rimasto fedele a suo padre, Carlo il Calvo. Luigi il Balbo però fu sconfitto e a suo fratello, Rorgone II, che lo aveva seguito nella ribellione, fu revocata l'amministrazione del ducato del Maine in favore di Roberto il Forte.
Secondo gli Annales Bertiniani, nella primavera dell'863, Rorgone e Goffredo fecero atto di sottomissione al re Carlo che li perdonò e a Rorgone rese gli onori revocati.
Nell'865, Goffredo, che minacciava di allearsi a Salomone di Bretagna, da Carlo il Calvo ottenne la nomina a Marchese di Neustria per combattere i Vichinghi, titolo istituito, nell'861 assieme all'altro titolo, marchese di Neustria per combattere i Bretoni, che era appannaggio di Robert il Forte.
Quando suo fratello, Rorgone, morì combattendo contro i Vichinghi, nell'866, e dato che non aveva discendenti, Goffredo gli succedette come conte del Maine.
Goffredo, nell'877, appoggiò la ribellione del conte d'Alvernia, Bernardo, detto Piede di Velluto ed in quello stesso anno morì come riportato dal cronista, Flodoardo. Alla morte di Goffredo, dato che i suoi figli erano troppo giovani, i suoi titoli passarono ad un cugino di un ramo laterale della casa dei Rorgonidi, Ragenoldo d'Herbauges.

## Discendenza
Non si conosce il nome e neppure l'origine della moglie, ma Goffredo ebbe due figli: 
- Goslino († 914), conte del Maine
- Gosberto, conte citato nel 912.

### Fonti primarie
- (LA)  http://www.dmgh.de/de/fs1/object/display/bsb00000868_00232.html?sortIndex=010%3A050%3A0001%3A010%3A00%3A00+Monumenta+Germaniae+historica%3A+Cronicon+Mossiacensisl[collegamento interrotto].
- (LA)  Annales Bertiniani.
- (LA)  Flodoardo, Remensis canonicus, Historiae Remensis.

### Letteratura storiografica
- René Poupardin, I regni carolingi (840-918), cap. XIX, vol. II (L'espansione islamica e la nascita dell'Europa feudale) della Storia del Mondo Medievale, pp. 582–634.